# 홍예서
홍예서(본명 : 홍성숙, 1971년 3월 9일 ~ )는 대한민국의 배우이다.

## 학력
- 서울예술대학 연극과

## 이력
1987년 KBS 한국방송공사 TV 드라마 《사랑이 꽃피는 나무》에서 단역을 통하여 아역 연기자 첫 데뷔하였다.

## 출연작

### 영화
- 《대한이, 민국씨》 (2008년) - 어린 대한 모 역
- 《사랑하고 있습니까?》 (2020년) - 간병인 역 (우정출연)

### 드라마 & 시트콤
- 《간택 - 여인들의 전쟁》 (2019년, TV CHOSUN) - 성수청 도무녀 역
- 《대군 - 사랑을 그리다》 (2018년, TV조선) - 대전상궁 역
- 《엽기적인 그녀》 (2017년, SBS) - 방상궁 역[3]
- 《우리집에 사는 남자》 (2016년, KBS2)
- 《애인 있어요》 (2015년, SBS) - 송 간사 역[4]
- 《엔젤 아이즈》 (2014년, SBS) - 김우철의 전 부인 역
- 《12년만의 재회: 달래 된, 장국》 (2014년, JTBC) - 평범숙과 김영희의 지인 역
- 《응급남녀》 (2014년, tvN) - 윤성자 역
- 《총리와 나》 (2013년, KBS2) - 장은혜 역
- 《맛있는 인생》 (2012년, SBS) - 강유경 역
- 《아내의 자격》 (2012년, JTBC) - 민해경 역
- 《이웃집 웬수》 (2010년, SBS)
- 《산부인과》 (2010년, SBS) - 이상식의 형수 역
- 《크리스마스에 눈이 올까요?》 (2009년, SBS)
- 《아내의 유혹》 (2008년, SBS)
- 《불한당》 (2008년, SBS)
- 《코믹드라마 러브 러브》(2003년, ITV)
- 《역사탐구 과거와의 대화》(2002년, EBS)
- 《시트콤 립스틱》(2001년, ITV)
- 《사랑의 전설》 (2000년, SBS)
- 《시트콤 헬로우 닥터》(2000년, ITV)
- 《부부클리닉》(1999년, KBS2)
- 《내일》(1998년, EBS)
- 《꿈의 궁전》 (1997년, SBS) - 고연지 역
- 《장녹수》 (1995년, KBS2)
- 《까치네》 (1994년, SBS) - 은미 역
- 《사랑은 못말려》 (1993년, KBS2)
- 《숲속의 바람》 (1992년, KBS2)
- 《저린 손 끝》 (1991년, KBS2)
- 《꽃피는 둥지》 (1989년, KBS2)
- 《세노야》 (1989년, KBS1)
- 《조선 왕조 오백년 - 한중록》 (1988년, MBC)
- 《사랑이 꽃피는 나무》 (1987년, KBS2)